# Stade municipal de Łódź
 (avril 2025).
 (avril 2025).
Si vous disposez d'ouvrages ou d'articles de référence ou si vous connaissez des sites web de qualité traitant du thème abordé ici, merci de compléter l'article en donnant les références utiles à sa vérifiabilité et en les liant à la section « Notes et références ».
Le stade municipal de Łódź est un stade de football polonais situé à Łódź et destiné à recevoir les matches à domicile du ŁKS Łódź. Il peut accueillir au maximum 4 994 spectateurs et a été construit en 1924. Il est situé juste à côté de l'Atlas Arena, la grande salle omnisports de la ville.
Le stade est en cours de rénovation depuis 2013.
Adress: LKS-municipal stade, lodz,
(Stade In the name of Wladyslaw Krol,Lodz,)
Aleja Uni Lublieskiej Nr. 2 /(no.2)
94-020 Lodz
Pologne

## Historique

### Une rénovation longue à se dessiner
En 2009, la ville de Łódź lance un appel d'offres pour la rénovation du stade. Quatre ans plus tard, après plusieurs péripéties financières, un projet est finalement retenu : il consiste à démolir les structures existantes et à reconstruire l'enceinte à quelques centaines de mètres. Celle-ci doit être composée à l'origine d'une seule tribune, d'une capacité de 5 700 places, la construction d'autres tribunes étant conditionnée aux résultats sportifs du club, relégué en cinquième division en 2013 après une faillite.
Fin 2013, la démolition des tribunes nord, sud et ouest débute, ainsi que la construction de la nouvelle tribune sur le site adjacent. La tribune est, surnommée Galera, est maintenue en l'état pour que les supporters puissent toujours suivre les matches du ŁKS. La nouvelle tribune doit être livrée à l'été 2015.